# Traunkirchen
Traunkirchen – miejscowość i gmina w Austrii, w kraju związkowym Górna Austria, w powiecie Gmunden. Liczy 1 607 mieszkańców.